# Kerr-metrika
A Kerr-metrika az Einstein-egyenletek egzakt megoldása, melyet Roy Kerr publikált először.

## Alakja
A Kerr-metrika írja le az M tömegű forgó fekete lyuk körüli üres teret.
{\displaystyle {\begin{aligned}c^{2}d\tau ^{2}=&\left(1-{\frac {r_{s}r}{\rho ^{2}}}\right)c^{2}dt^{2}-{\frac {\rho ^{2}}{\Delta }}dr^{2}-\rho ^{2}d\theta ^{2}\\&-\left(r^{2}+\alpha ^{2}+{\frac {r_{s}r\alpha ^{2}}{\rho ^{2}}}\sin ^{2}\theta \right)\sin ^{2}\theta \ d\phi ^{2}+{\frac {2r_{s}r\alpha \sin ^{2}\theta }{\rho ^{2}}}\,c\,dt\,d\phi \end{aligned}}}
itt:
- τ a saját idő
- c a fénysebesség
- t az idő koordináta
- r a radiális koordináta
- θ és φ a két szögkoordináta
- rs a Schwarzschild-sugár, ami rs = 2GM/c2 (G a gravitációs állandó),

továbbá:
{\displaystyle \alpha ={\frac {J}{Mc}}}
{\displaystyle \rho ^{2}=r^{2}+\alpha ^{2}\cos ^{2}\theta }
{\displaystyle \Delta =r^{2}-r_{s}r+\alpha ^{2}}
ahol J a forgó test perdülete.

## Fekete lyuk megoldások
Az ún. nevezett fekete lyuk megoldások rendelkezhetnek perdülettel, vagy nem (nem forgó, tehát gömbszimmetrikus megoldás). Lehetnek elektromosan töltöttek, vagy töltés nélküliek.
Ezt a négy lehetőséget (2x2) szemlélteti az alábbi táblázat. A forgásmentes töltetlen tömeg(pont) gravitációs terét írja le a Schwarzschild megoldás, melyet 1916-ban Karl Schwarzschild talált meg. A forgásmentes, de elektromosan töltött test külső terét írja le a 
Reissner–Nordström-metrika, melyet Hans Reissner és Gunnar Nordström talált meg 1918-ban. 
A forgó töltetlen test terét írja le a Kerr-metrika. Végül a forgó elektromosan töltött test külső terét a Newman által talált metrika írja le, melyet Kerr–Newman-metrikának nevezünk.
|                              | Nem forgó (J = 0)          | Forgó (J ≠ 0)       |
| Töltés nélküli (Q = 0)       | Schwarzschild-metrika      | Kerr                |
| Elektromosan töltött (Q ≠ 0) | Reissner–Nordström-metrika | Kerr–Newman-metrika |

## Kapcsolódó lapok
- Fekete lyuk
- Kerr-féle fekete lyuk
- Reissner–Nordström-metrika
- Schwarzschild-metrika